# Kombucha
Kombucha er gæret, let sprudlende syrlig og sødlig sort eller grøn te med angiveligt sunde egenskaber. Kombucha er te gæret ved en "symbiotisk 'kultur' af bakterier og gær" (SCOBY). De faktiske bidrag fra mikrobielle populationer i SCOBY-kulturer varierer, men gærkomponenten omfatter generelt Saccharomyces (en probiotisk svamp) og andre arter samt en bakteriel komponent, der næsten altid indeholder Gluconacetobacter xylinus, som bidrager til at oxidere gær-produceret alkohol til eddikesyre og andre syrer.
Drikkens geografiske oprindelse og etymologi  er usikker. Historisk set har kombucha været hjemmebrygget eller lokalt brygget, men i slutningen af 1990'erne begyndte man at kunne købe kombucha i butikker i Nordamerika. 
Kombucha er på kinesisk kendt som chájūn (茶菌), på japansk som kōcha-kinoko (紅茶キノコ), på koreansk som hongchabeoseotcha (홍차버섯차) og på russisk som tjajnij grib (чайный гриб). Disse navne oversættes ordret til "te- svamp".
Drikken hævdes at have sundhedsmæssige fordele, men der savnes evidens til støtte for påstanden. Der er flere dokumenterede tilfælde af alvorlige bivirkninger som dødsfald, der er relateret til kombucha-drikke, muligvis fra forurening i forbindelse med hjemmeproduktion. Da der mest er tale om ikke understøttede helbredsfordele af kombucha-te, opvejer det ikke de sundhedsrisici, der er kendskab til - og derfor kan det ikke anbefales til terapeutisk brug.

## Sundhedspåstande
Kombucha har været markedsført med påstande om, at det kan behandle en lang række sygdomme som AIDS, kræft og diabetes, og at det skulle have andre positive virkninger som stimulering af immunforsvaret, øget libido og evnen til at give den naturlige farve tilbage til gråt hår. Men bevis for gavnlige virkninger på mennesker ved brug af kombucha mangler.
I en systematisk gennemgang fra 2003 betegnede Edzard Ernst kombucha som et "ekstremt eksempel" på en utraditionel løsning, på grund af den store forskel mellem de usandsynlige og brede sundhedspåstande, som mangler bevis, samt risikoen for skadelige præparater der ofte findes i kombucha. Ernst konkluderede, at den ikke-underbyggede liste over terapeutiske fordele ikke opvejer de risici, der er kendskab til, og at kombucha ikke bør anbefales til terapeutisk brug.